# Juliusz Engelhardt
Juliusz Engelhardt (ur. 1 stycznia 1955 w m. Transportnyj) – polski ekonomista, profesor nauk ekonomicznych, w latach 2008–2010 podsekretarz stanu w Ministerstwie Infrastruktury.

## Życiorys
Jego ojciec Bronisław był żołnierzem Armii Krajowej. Nie uznawał dokonanych po wojnie zmian granic i nakazu rozbrojenia. W 1946 został oskarżony przed trybunałem wojskowym wojsk Ministerstwa Spraw Wewnętrznych Litewskiej Socjalistycznej Republiki Radzieckiej w Wilnie o uczestnictwo w działalności antyradzieckiej podziemnej organizacji i skazany na pracę w łagrze. 15 stycznia 1947 wyjechał z więzienia na Łukiszkach w Wilnie transportem skazanych na pobyt w łagrze
W 1955 jego rodzina przyjechała do Polski i zamieszkała w Boleszkowicach. Juliusz Engelhardt ukończył Technikum Samochodowe w Szczecinie oraz studia na Wydziale Inżynieryjno-Ekonomicznym Transportu Politechniki Szczecińskiej. Obronił następnie doktorat, a w 1996 habilitację na podstawie pracy pt. Restrukturyzacja przedsiębiorstw transportowych. W 1999 prezydent Aleksander Kwaśniewski nadał mu tytuł profesora nauk ekonomicznych. Specjalizuje się w zakresie ekonomiki transportu, w szczególności kolejowego, a także ekonomice przedsiębiorstw.
Na początku lat 80. wykładał na Politechnice Szczecińskiej. Od 1985 zawodowo związany z Uniwersytetem Szczecińskim. Jest dziekanem na Wydziale Zarządzania i Ekonomiki Usług US, a także wykładowcą Wyższej Szkoły Biznesu w Gorzowie Wielkopolskim.
W latach 90. był ekspertem Komisji Handlu i Usług w Sejmie I kadencji, a także doradcą dyrektora generalnego Polskich Kolei Państwowych (1992–1993). Od 1995 do 1996 zajmował stanowisko pierwszego zastępcy dyrektora generalnego PKP, a następnie przez rok wchodził w skład rady PKP jako ekspert ds. ekonomiczno-finansowych. W latach 2004–2005 pełnił funkcję rektora Wyższej Szkoły Integracji Europejskiej w Szczecinie. Ponownie należał do rady nadzorczej PKP od 2005 do 2007 roku. Należy do Polskiego Towarzystwa Ekonomicznego, zasiadł w Komitecie Transportu PAN.
Od 2 stycznia 2008 do 21 grudnia 2010 pełnił funkcję podsekretarza stanu ds. transportu kolejowego w Ministerstwie Infrastruktury z rekomendacji Polskiego Stronnictwa Ludowego, którego został członkiem. W 2009 bez powodzenia kandydował do Parlamentu Europejskiego z ramienia PSL. Na funkcji wiceministra zastąpił go Andrzej Massel. Odwołanie z tego stanowiska uzasadniano problemami związanymi z wprowadzeniem w grudniu 2010 nowego rozkładu jazdy na kolei.

## Odznaczenia
Odznaczony Srebrnym (1998) i Złotym (2007) Krzyżem Zasługi.